# Christos Capralos
Chrístos Kaprálos (grec moderne : Χρήστος Καπράλος) ou Christos Capralos, né le 16 novembre 1909 à Panetólio (el) près d'Agrínio et mort le 20 janvier 1993 à Athènes, est un sculpteur grec.

## Biographie
Chrístos Kaprálos naît le 16 novembre 1909 à Panetólio. Sa famille étant pauvre, il étudie l'art grâce à des mentors et des soutiens financiers.
Entre 1929 et 1934, il étudie la peinture à l'École Supérieure des Beaux-Arts d'Athènes. Puis, entre 1934 et 1940, la sculpture à Paris avec Marcel Gimond et à l'Académie de la Grande-Chaumière et à l'Académie Colarossi. De 1940 à 1946, il travaille dans l'isolement dans son village, inspiré par les gens qui l'entourent, en particulier sa mère. La structure solide, les formes denses, les plans simplifiés et la répartition régulière de la lumière sur les surfaces révèlent l'influence d'Antoine Bourdelle, Aristide Maillol, Charles Despiau, Gimond et de la sculpture grecque archaïque. Ces œuvres sont exposées à la galerie Parnassos d'Athènes en novembre 1946 et  font sa réputation. Après 1946, il vit et travaille à Athènes. Son monument aux Pindos (1,1×40,0 m, 1952-1956; Égine, l'atelier de l'artiste), une frise en pierre prévue pendant la Seconde Guerre mondiale, raconte l'épopée de la guerre et de la paix,. La composition, inspirée des sculptures égyptiennes, des stèles grecques anciennes et de l'art populaire, est simple, ordonnée et rythmée. Les lignes dures de la sculpture, en relief variable, sont associées à une surface légèrement ondulée.
Il représente la Grèce à la Biennale de Venise en 1962 et participe à la Biennale de Sao Paolo en 1975.
En 1991, il crée la Fondation Chrístos et Soúli Kaprálos à Égine. Le musée qui porte son nom constitue désormais une annexe de la Pinacothèque nationale.
Il meurt le 20 janvier 1993.